# Quadricoma falklandiae
Quadricoma falklandiae is een rondwormensoort uit de familie van de Desmoscolecidae. De wetenschappelijke naam van de soort is voor het eerst geldig gepubliceerd in 1952 door Allgén.